# Crossocerus congener
Crossocerus congener är en stekelart som beskrevs av Anders Gustav Dahlbom 1845. Crossocerus congener ingår i släktet Crossocerus, och familjen Crabronidae. Enligt den finländska rödlistan är arten nära hotad i Finland. Enligt den svenska rödlistan är arten nära hotad i Sverige. Arten förekommer i Götaland, Svealand och Nedre Norrland. Artens livsmiljö är skogar.